# Hollands økonomi
Hollands økonomi er den 17. største i verden i 2021 ifølge Verdensbanken og Den Internationale Valutafond. BNP per indbygger var estimeret til $57.101 i regnskabsåret 2019/20, hvilket er blandt de højeste i verden. Fra 1996 til 2000 havde landet en årlig økonomisk vækst på over 4%, hvilket var en del over det europæiske gennemsnit på 2,5%. Væksten blev mindre i 2001-05, delvist pga. den tidlige europæiske recession i disse år, men i årene 2006 og 2007 var den økonomiske vækst 3-4%. Den hollandske økonomi blev ramt voldsomt af finanskrisen 2007-2009 og den efterfølgende europæiske udenlandsgældskrise.
Holland har en stabil naturgasressource siden 1959, hvor naturressourcerne blev opdaget. Holland står for mere end 25% af alle naturgasreserver i EU. I de følgende årtier genererede salget af naturgas et stort vækst i landets omsætning. Uforudsete konsekvenser af landets energirigdom ledte dog i første omgang til konkurrence på andre sektorer i økonomien, hvilket afledte teorien om hollandsk syge, efter opdagelsen af det store Groningen gasfelt.
Holland har et rig og åben økonomi, der af meget afhængig af handel. Økonomien er kendt for stabile industrielle relationer, relativt lav arbejdsløshed og inflation, en stor handelsbalance, og en vigtig rolle som europæisk transportknudepunkt.
Rotterdam er langt den største havn i Europa, og Amsterdam har en af de største lufthavne i verden. Den industrielle aktivitet er primært inden for fødevareforarbejdning, kemikalier, olieraffinering, high-tech, finansiel service, den kreative sektor og elektrisk maskineri. Den højt mekaniserede landbrugssektor har kun 2% af arbejdsstyrken ansat, men genererer et stort overskud til fødevareindustrien og til eksport. Holland indførte euroen som valuta den 1. januar 2002 sammen med 11 andre EU-lande.
Den strenge finanspolitik blev opgivet i 2009, som følge af den daværende finanskrise. Den relativt store banksektor i landet blev delvist nationaliseret og reddet af regeringen. Arbejdsløsheden faldt til 5,0% i sommeren 2011, men kom op på 7,3% i maj 2013 og 6,8% i 2015. Den faldt igen til 3,9% i marts 2018. Statsbudgettets underskud var omkring 2,2% i 2015, hvilket var et pænt stykke under normen på 3,0% i EU. I 2016 viste statsbudgettet et overskud på 0,4%. Det var forventet at overskuddet bliver øget yderligere til 1,0% i 2017.
Historisk har hollænderne introduceret og opfundet aktiemarkedet, der oprindeligt fokuserede på merchandise-handel via Nederlandske Ostindiske Kompagni. Holland er et af de grundlæggende medlemmer af EU, OECD og World Trade Organization.